# RKVV Wilhelmina in het seizoen 1955/56
Het seizoen 1955/1956 was het eerste jaar in het bestaan van de Bossche betaaldvoetbalclub Wilhelmina. De club kwam uit in de Eerste klasse C en eindigde daarin op de zesde plaats, dit betekende dat de club in het nieuwe seizoen uitkwam in de Tweede divisie.

## Wedstrijdstatistieken

### Eerste klasse C
|       | DHC   | DOSKO | Fortuna | Helmondia '55 | Hilversum | KFC   | Oldenzaal | Oosterparkers | TOP   | Tubantia | UVS   | Volendam | Zeist | ZFC   | Zwartemeer |
| ----- | ----- | ----- | ------- | ------------- | --------- | ----- | --------- | ------------- | ----- | -------- | ----- | -------- | ----- | ----- | ---------- |
| Thuis | 1 – 1 | 4 – 2 | 1 – 2   | 0 – 4         | 4 – 0     | 1 – 2 | 5 – 2     | 3 – 4         | 7 – 2 | 1 – 0    | 3 – 2 | 2 – 1    | 1 – 0 | 1 – 0 | 7 – 2      |
| Uit   | 4 – 3 | 0 – 1 | 2 – 2   | 1 – 1         | 3 – 1     | 3 – 0 | 1 – 1     | 0 – 1         | 2 – 2 | 3 – 0    | 0 – 3 | 3 – 3    | 3 – 2 | 4 – 3 | 2 – 1      |

## Statistieken Wilhelmina 1955/1956

### Eindstand Wilhelmina in de Nederlandse Eerste klasse C 1955 / 1956
| Stand | Gespeeld | Gewonnen | Gelijk | Verloren | Punten | Doelpunten voor | Doelpunten tegen |
| ----- | -------- | -------- | ------ | -------- | ------ | --------------- | ---------------- |
| 6e    | 30       | 13       | 6      | 11       | 32     | 65              | 55               |

### Topscorers
| Competitie \| # \| Naam \| \| \| ------ \| --------------------- \| -- \| \| 1. \| Geert Princen \| 24 \| \| 2. \| Wim van der Plas \| 12 \| \| 3. \| Ben van der Plas \| 11 \| \| 4. \| Harry van Baarschot \| 10 \| \| 5. \| Harry van Overdijk \| 4 \| \| 6. \| Cor van de Molengraft \| 2 \| \| 7. \| Theo van Merwijk \| 1 \| \| 7. \| Lambert Meulensteen \| 1 \| \| Totaal \| Totaal \| 65 \| |                       |      |
| # | Naam                  | Goal |
| 1. | Geert Princen         | 24   |
| 2. | Wim van der Plas      | 12   |
| 3. | Ben van der Plas      | 11   |
| 4. | Harry van Baarschot   | 10   |
| 5. | Harry van Overdijk    | 4    |
| 6. | Cor van de Molengraft | 2    |
| 7. | Theo van Merwijk      | 1    |
| 7. | Lambert Meulensteen   | 1    |
| Totaal | Totaal                | 65   |